# Paul Sandby

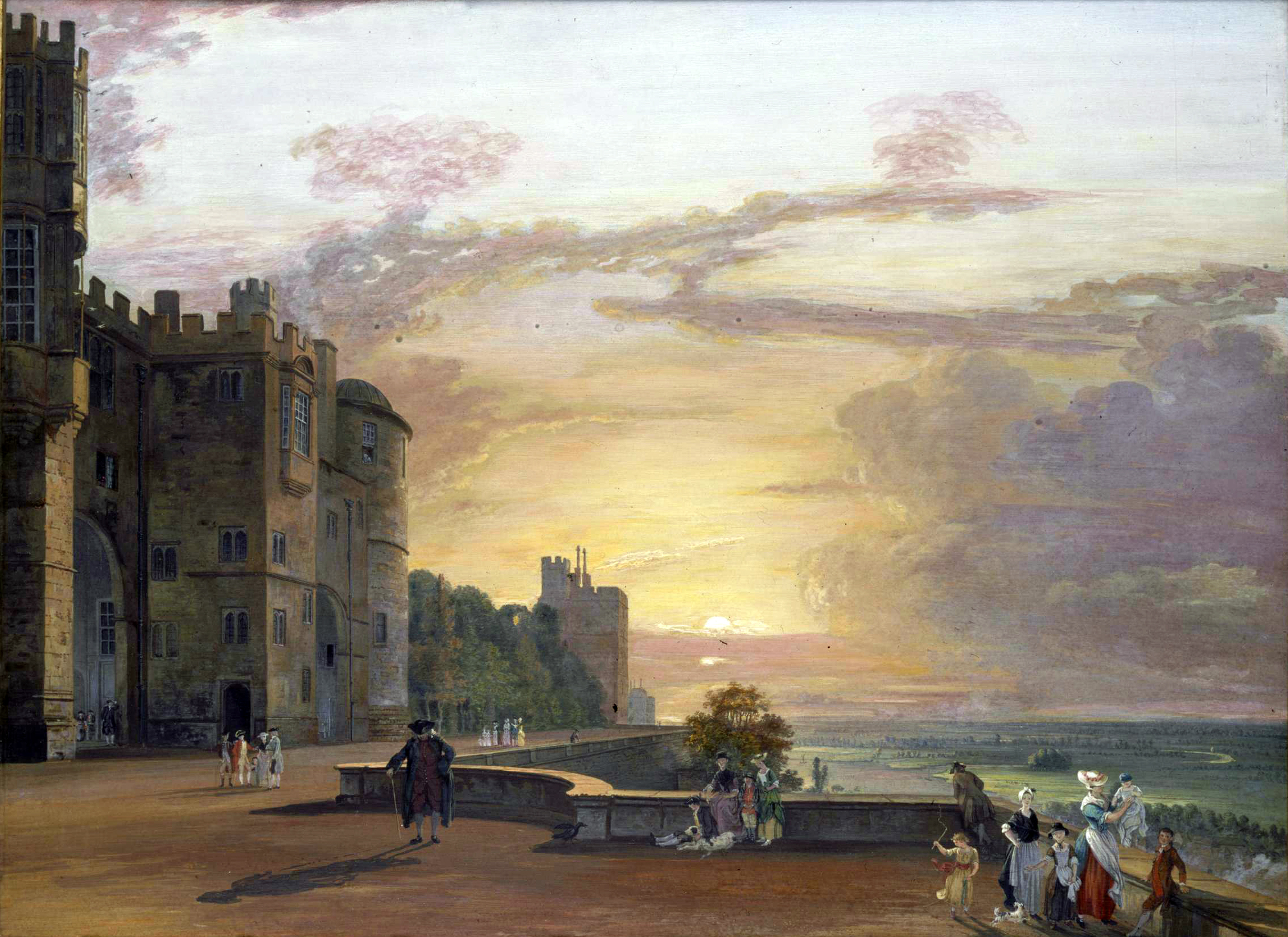
Paesaggio tipico scozzese

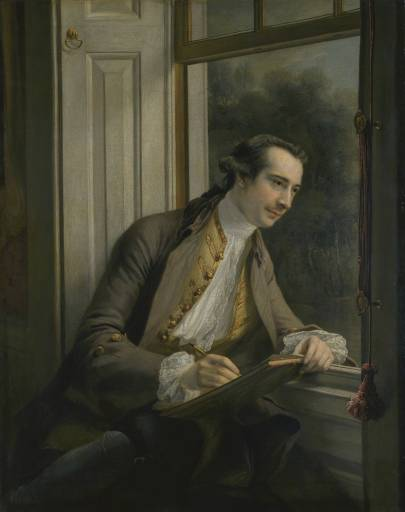
Ritratto del 1761 di by Francis Cotes.

Paul Sandby (Nottingham, 1731 – Londra, 9 novembre 1809) è stato un pittore britannico, specializzato in paesaggi ad acquarello e tempera, che assieme a suo fratello maggiore Thomas, fu uno dei fondatori della Royal Academy of Arts nel 1768.

## Biografia
In giovanissima età entrò alla drawing room del Board of Ordnance alla Torre di Londra nei primi anni 1740 e nel 1747 divenne cartografo capo del progetto di realizzazione delle mappe delle Highlands scozzesi: "compleat and accurate survey of Scotland". Mentre lavorava a questo progetto, che comprendeva la preparazione di disegni per nuovi ponti e fortificazioni, iniziò a realizzare acquarelli di paesaggi che documentavano i cambiamenti avvenuti in Scozia dopo la ribellione del 1745, e rappresentazione di eventi importanti come l'immpiccagione ad Edimburgo del soldato John Young nel 1751. Nel giro di pochi anni raggiunse una notevole notorietà.
Nel 1752, realizzò, assieme a suo fratello, paesaggi dei palazzi e del castello reale di Windsor (la collezione reale comprende oltre 500 immagini realizzate dal fratello di Sandby). I suoi lavori vennero lodati da artisti come Thomas Gainsborough: se si vuole «una reale visione della natura in questo paese», disse Gainsborough nel 1764, «non vi è miglior artista che Sandby» Egli realizzò anche diverse caricature di William Hogarth.
Nel 1768 venne nominato maestro capo dei disegni alla Royal Military Academy di Woolwich, carica che mantenne fino al 1799.
Sandby visitò per la prima volta il Galles nel 1770 e nel 1773 fece un giro nel Galles del sud con Sir Joseph Banks; nel 1775 pubblicò XII Views in South Wales ed altre dodici vennero pubblicate l'anno successivo, parte di una serie di quarantotto acquarelli descriventi paesaggi gallesi commissionata da Banks.
Sulla sua tomba fu incisa la seguente frase: «il padre del moderno paesaggio dipinto ad acquarello».

## Alcune delle sue opere più rappresentative
- Paesaggio (JPG) [collegamento interrotto], su healeyhero.co.uk.
- Paesaggio (JPG) [collegamento interrotto], su en.utexas.edu.
- Interno (JPG), su lib-art.com.
- Cascata (JPG), su reproarte.com.
- Campagna (JPG), su intofineart.com.